# 인도 공산당 (마르크스주의)
인도 공산당 (마르크스주의)(힌디어: भारत की कम्युनिस्ट पार्टी (मार्क्सवादी), 영어: Communist Party of India (Marxist))는 인도 공산당의 농본주의 노선에 반대하는 파벌이 1964년에 인도 공산당에서 탈당해서 창당된 정당이다. 이후에도 여러 정파들이 인도 공산당 지도부와의 갈등을 겪으며 탈당하여 신설 공산당을 창당하였다.
2018년, 인도 공산당(마르크스주의)는 케랄라 주의 의회 과반을 차지하였으며, 서벵갈, 트리푸라, 라자스탄, 히마찰 프라데시, 오디샤, 마하라슈트라 주에서 원내 교섭단체 지위를 유지하고 있으며, 1백만 명에 달하는 당원들을 보유하고 있다고 주장한다.

## 같이 보기
- 인도의 정당
- 인도의 정치